# غاري بلير
غاري بلير (بالإنجليزية: Gary Blair) هو لاعب كرة قاعدة أمريكي، ولد في 9 أغسطس 1945 في دالاس في الولايات المتحدة.

## روابط خارجية
- غاري بلير على موقع قاعة مشاهير كرة السلة للسيدات (الإنجليزية)
- غاري بلير على موقع كلية كرة السلة في سبورتس رفرنس.كوم (الإنجليزية)